# I Have Tasted the Fire Inside Your Mouth
I Have Tasted the Fire Inside Your Mouth è un EP del gruppo musicale canadese Nadja, pubblicato nel 2004.

## Tracce
1. I Have Tasted the Fire Inside Your Mouth – 21:00

## Formazione

### Gruppo
- Aidan Baker – voce, batteria, chitarra, flauto
- Leah Buckareff – voce, basso